# Алава-и-Нуренья, Франсиско де
Франсиско де Алава-и-Нуренья (исп. Francisco de Álava y Nureña, 1567 — ?) — испанский военный, губернатор Чили.
Франсиско де Алава и Нуренья попал в Чили из Перу в 1603 года в качестве капитана роты, направленной в качестве подкрепления для войны с индейцами, но через некоторое время вернулся в Перу. Он вновь оказался в Чили после того, как его брат Педро Осорес де Ульоа был назначен туда губернатором. В сентябре 1624 года Ульоа перед смертью назвал Алава-и-Нуренья в качестве своего преемника, хотя формально и не имел на это права. Тем не менее 19 сентября 1624 года городской совет Консепсьона признал Алава-и-Нуреньу временным губернатором Чили. Затем это сделала Королевская аудиенсия Сантьяго (сам временный губернатор находился на границе из-за войны с индейцами, поэтому на присяге его представлял Андрес де Торо Масоте). Считая, что оборонительная тактика будет воспринята индейцами как признак слабости, новый губернатор совершил несколько рейдов на территорию мапуче. Встревоженный слухами о готовящейся голландской экспедиции в Чили, он усилил укрепления Консепсьона.
Франсиско де Алава и Нуренья рассчитывал, что король утвердит его в должности в качестве постоянного губернатора, но его надежды не оправдались, и в мае 1625 года ему пришлось передать дела Луису Фернандесу де Кордоба и Арсе.